# Pikton, Lenoks i Nueva
Pikton, Lenoks i Nueva (шп. Islas Picton, Nueva y Lennox) je grupa od tri ostrva (i njihovih ostrvca) na krajnjem jugu Južne Amerike, u čileanskoj komuni Kabo de Hornos u provinciji Antartika Čilena, koja pripada regijama Magaljanes i Antartika Čilena. Smeštena su u arhipelagu Tiera del Fuego, istočno od ostrva Navarino i od argentinskog dela Isla Grande (Velikog ostrva). Na severu se graniče sa moreuzom Bigl. Ostrva imaju površinu od 170,4 km2 (Lenoks), 105,4 km2 (Pikton), 120,0 km2 (Nueva).
Blizu ostrva nalaze se ostrvca Snipe, Augustus, Bekases, Luf, Horge, Ermanos, Solitario, Gardiner, Terhalten, Sesambre i druga.

## Istorija
Oficir Robert Fitzroi i istraživač Fillip Parker King dali su ostrvu ime „Pikton“ u čast Tomasu Piktonu, prvom britanskom guverneru Trinidada u podregiji Antili. Ostrvo Lenoks je 1624. godine otkrio holandski admiral Sčapenham koji je ostrvo nazvao Terhalten, po oficiru koji ga je prvi opazio. Međutim, kasnije su Robert i Filip preimenovali ostrvo.
Od potpisivanja Sporazuma o granici iz 1881. godine između Čilea i Argentine, ostra su se smatrala čileanskom teritorijom.
Krajem 19. veka, čileanska vlada dala je prve koncesije Antoniju Miličiću za ostrvo Nueva, Estebanu Lončariću za ostrvo Lenoks i Tomasu Bridgesu za ostrvo Pikton. Tokom 1910. i 1911. godine formirana su manja naselja na ostrvu: Kaleta Las Kasas na ostrvu Nueva, Puerto Piedra na ostrvu Pikton i Kaleta Oro i Kaleta Kuter na ostrvu Lenoks. (Kaleta je španski izraz za mali zaliv). Ovi ustupci su se vremenom preneti na druge preduzetnike, uglavnom za stočarstvo ili rudarstvo.

## Književnost
Roman francuskog književnika Žila Verna „The Survivors of the „Jonathan““, poznat i pod nazivom „Mageljania“, koji je napisan 1897, a kojeg je Žilov sin Mišel posthumno objavljen 1909. godine pod naslovom „Les naufragés du „Jonathan““, govori o misterioznom čoveku po imenu Kav-djer koji živi na ostrvu Nueva. Njegov moto je  „Ni Bog ni gospodar“. On je odbijao bilo kakav kontakt sa zapadnom civilizacijom, oslanjajući se na sebe kako bi preživeo. Kav-djer  takođe pruža pomoć autohtonim narodima Mageljanije. Međutim, Ugovor o granici iz 1881. godine uništiće njegov raj individualističkog anarhizma, jer ostrvo više nije terra nullius (ničija zemlja).